# Andrea Cecotti
Andrea Cecotti (Manzano, 10 gennaio 1962 – Treviso, 14 novembre 1987) è stato un calciatore italiano, di ruolo centrocampista o difensore.

## Caratteristiche tecniche
Era un centrocampista mancino, all'occorrenza anche esterno difensivo.

## Carriera
Giocatore mancino puro, cresciuto calcisticamente nella primavera dell'Udinese, guidata allora da Giovanni Galeone, dove si mise in evidenza per essere in grado di ricoprire il ruolo di centrocampista di fascia ma anche per la sua tecnica; andava spesso al tiro, rendendosi pericoloso sui calci piazzati.
Ebbe per compagni di squadra Cossaro, Burelli, Cortiula, Miano, Da Dalt, Gerolin, Cinello, Dominissini, Luigi De Agostini e Pallanch. È nella rosa bianconera che si aggiudica lo scudetto del campionato "Primavera" per l'edizione 1980-81. Nel periodo delle giovanili conseguì anche il diploma all'IPSIA di Udine.
Esordì in Serie A il 12 settembre 1982, a venti anni, nello 0-0 sul campo del Napoli e valevole per la prima giornata di campionato, subentrando all'80' a Orazi, mandato sul terreno di gioco dall'allenatore Enzo Ferrari. Giocò nuovamente la domenica successiva, nella sfita terminata 1-1 contro il Cagliari, sostituendo nuovamente Orazi al 67', e con il Cesena, il 27 marzo 1983, rilevando Šurjak al 72'.
Disputò il campionato 1983-84 nelle file del Mestre, in Serie C2; il 2 luglio 1983 aveva sposato la fidanzata Nadia, il 7 dicembre di quell'anno nacque la figlia Desy. Lasciata Mestre, giocò per una stagione nelle file della Pro Gorizia. Nell'estate 1985 passò alla Cavese, dove ebbe una breve esperienza di poche settimane senza mai scendere in campo, per poi passare alla Massese, durante la sessione autunnale del calciomercato. Come allenatore dei bianconeri trova Idilio Cei, mentre come compagni di squadra ha gli attaccanti Claudio Cecchini e Stefano Garbuglia, i centrocampisti Liset e Ilari, oltre ai difensori Claudio Rastelli e Renzo Redomi.
Cecotti chiude la stagione con 22 presenze e tre reti.
Per il campionato 1986-87 fu inviato dalla dirigenza toscana all'Alessandria, squadra allora in piena crisi societaria sostenuta finanziariamente proprio dal presidente bianconero del tempo Domenico Bertoneri. Le buone prestazioni di Cecotti, sceso in campo 33 volte e autore di due reti, oltre a diversi assist, non evitarono alla squadra piemontese la prima caduta tra i dilettanti; nell'agosto 1987 passò alla Pro Patria, anch'essa in quel periodo alle prese con problemi finanziari.
Affiancato in squadra da diversi giovani, alcuni di talento come Bucci, Giandebiaggi e Mazzantini) Cecotti fu autore nelle prime sette giornate del campionato 1987-88 di ottime prestazioni (l'esordio contro il Veneziamestre, il derby di Legnano, la vittoria contro il Pordenone).

### La morte
L'8 novembre 1987, al quarto d'ora di gioco della gara dello stadio Tenni contro i padroni di casa del Treviso, Cecotti avvertì un fastidio a una gamba, e al 29' uscì dal campo zoppicante, sostituito da Marino. Negli spogliatoi lamentò un crescente formicolio a un braccio e sentì le gambe indurirsi improvvisamente.
Le sue condizioni si aggravarono repentinamente, durante l'intervallo venne condotto in ambulanza all'ospedale di Treviso; lì fu comunicata la diagnosi ("trombosi carotidea alla gamba sinistra con un embolo al cervello"). In serata le sue condizioni peggiorarono ulteriormente, e metà del corpo era ormai semi-paralizzato. Alle ore 18:00 del giorno seguente entrò in coma irreversibile.
Dopo cinque giorni di coma, si spense il 14 novembre 1987 nel reparto di rianimazione dell'ospedale di Treviso, alle ore 14:00. Il giorno dopo, domenica 15 novembre, una Pro Patria formata per lo più da giocatori sedicenni a causa di infortuni e squalifiche, batté per 2-1 il Telgate allo stadio Speroni e dedicò la vittoria a Cecotti.

## Raccolte fondi
Per iniziativa dell'allenatore delle giovanili Galeone, l'8 dicembre 1987 fu organizzato a Udine un incontro amichevole tra l'Udinese 1987-88 e quella del 1982-83, di cui Andrea Cecotti faceva parte. All'incontro, disputato allo stadio Friuli, assistettero 4.000 spettatori, tra cui la moglie Nadia e la figlia Desy sedute in tribuna d'onore. L'incasso fu di 34.770.000 di lire, e fu girato ai familiari; inoltre la dirigenza della Pro Patria stipulò una polizza assicurativa in favore della figlia.
Inoltre, dopo la scomparsa, i vari club di tifosi della squadra bustocca, iniziarono una sottoscrizione a favore della moglie e della figlia, che portò al raggiungimento di una quota superiore a 4.100.000 lire; venne poi devoluto alla famiglia Cecotti l'intero incasso (1.561.000 lire) di una partita giocata al "Fortunati" di Pavia tra le miste di Pro Patria, Legnano e Pavia. Il tutto venne consegnato, assieme ad altri doni, alla moglie Nadia, presso la sede del Pro Patria Club, domenica 29 maggio 1988.